# Place de Bretagne (Rennes)
Pour l’article homonyme, voir Place de Bretagne.
La place de Bretagne est une place publique de Rennes, en Bretagne.

## Situation et accès

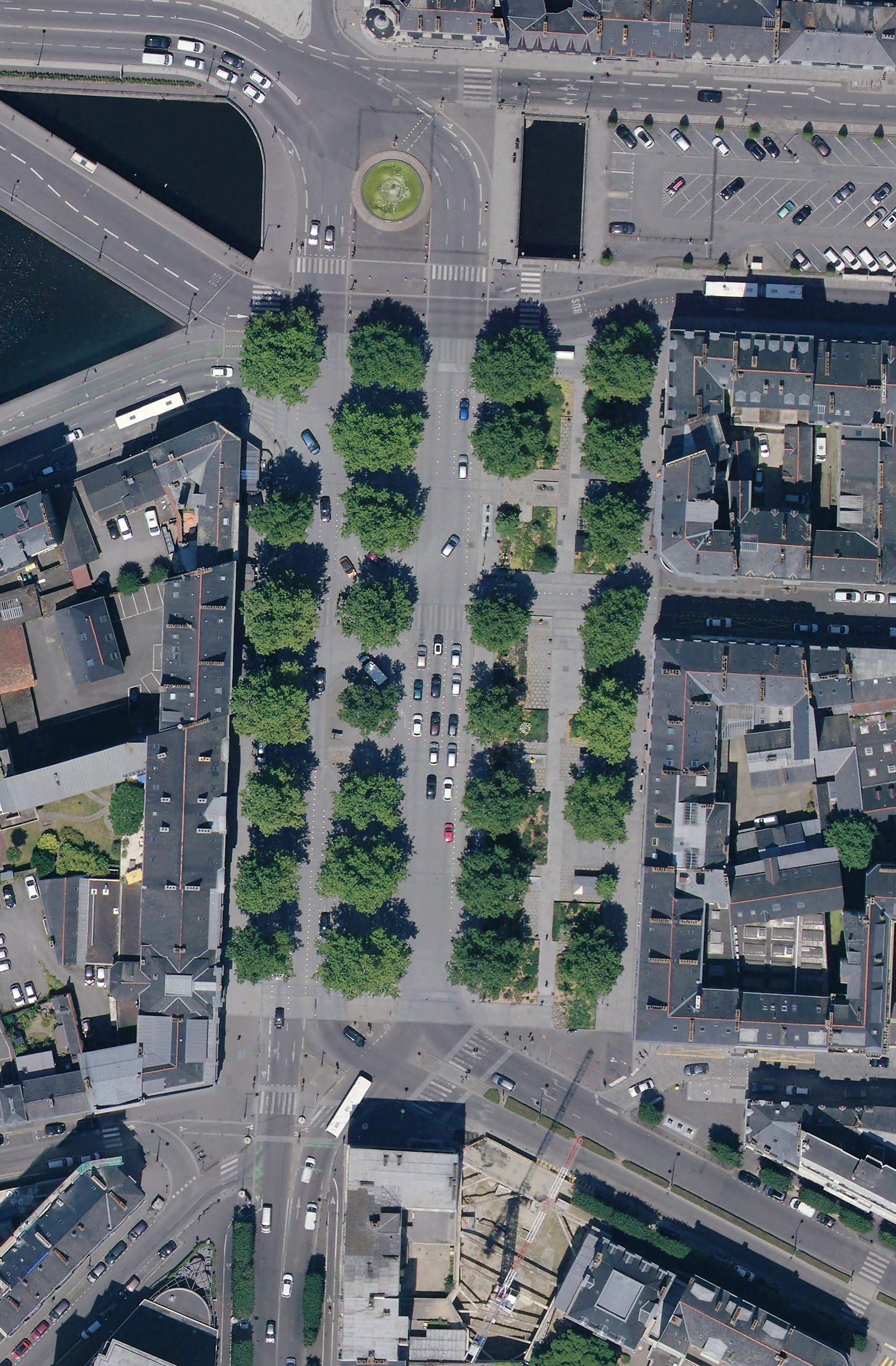
Vue aérienne (IGNF, 2017).

Elle est située à l'ouest du cœur historique dans le quartier Centre. Cette place rectangulaire surplombe la Vilaine sur sa partie nord, avec deux ponts, le pont de Bretagne et le pont de la Mission, reliant le nord-ouest de la ville et le centre. Au sud, la place est délimitée par deux axes routiers majeurs, le boulevard de la Liberté et le boulevard de la Tour d'Auvergne au sud. A l'est, la place donne sur le quai de la Prévalaye et le bord de Vilaine. 
La place est desservie par de nombreuses lignes de bus du réseau STAR, dans la continuité du pôle majeur de la place de la République, située 300 mètres à l'est.
L'aménagement de la place est divisée en deux dans l'axe nord-sud, avec la partie ouest dédiée à la circulation automobile, et la partie est transformée en place piétonne en 2013. Dotée de 64 places de parkings auparavant, cette section propose depuis un jardin urbain, agrémenté de fontaines. En 2018, la partie automobile est de nouveau réduite afin d'insérer une bidirectionnelle vélo au centre de la place. Quatre rangées de platanes, plantés en 2000 et profitant d'un sol fertile, bordent la place dans la continuité des aménagements.

## Origine du nom
Elle est nommée en référence à la province de Bretagne depuis 1862.

## Historique

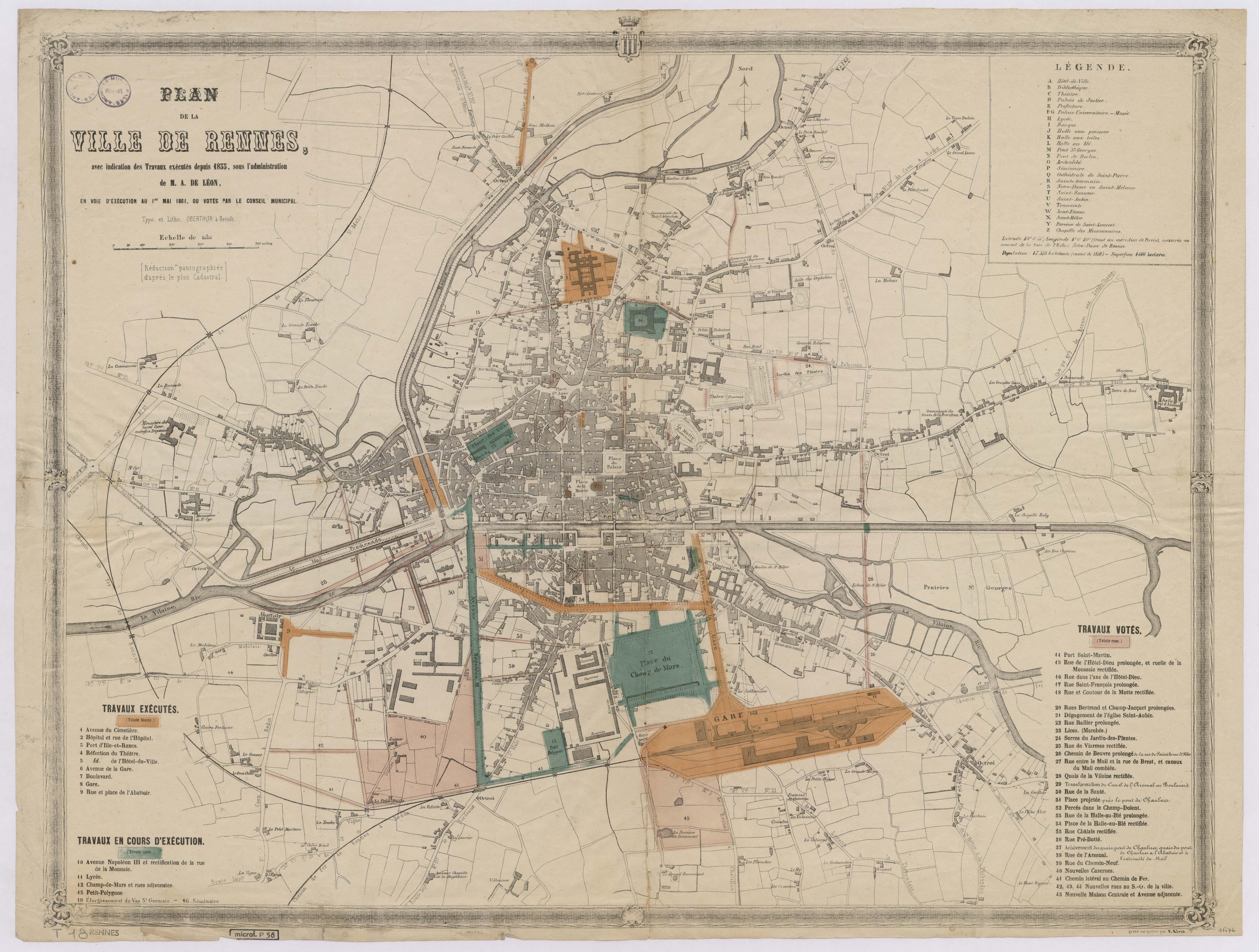
Plan des travaux et constructions exécutés à Rennes sous le mandat d'Ange de Léon, 1855-1861

Au XVIIIe siècle, l'emplacement géographique de la place actuelle est occupé par le canal des Murs, qui borde la ville basse de Rennes. Lors de son mandat de Maire, Ange de Léon entreprend un plan d'aménagement urbain entre 1855 et 1861, qui inclut le comblement de ce canal, qui donne l'actuel boulevard de la Liberté, et la création d'une place à son ouest,. Le nom de la place est officialisé en 1862.
En 1911, la place est agrandie à son ouest, en restituant à la place le début du boulevard de la Tour d'Auvergne .
Durant le XXe siècle, la place est principalement conçue pour le déplacement automobile, avec un axe de communication nord-sud et des 64 places de parkings à l'est. En 2013, la place est réaménagée, en supprimant le parking et en y installant un parc urbain dédié aux piétons.

## Bâtiments remarquables et lieux de mémoire
Sur la place se trouve l'œuvre Des baigneuses pas très académiques, quatre sculptures de l'artiste français Gérard Collin-Thiébaut inaugurées en 2000.